# Dziatlava
Dziatlava (vitryska: Дзятлава) är en stad i Belarus.   Den ligger i voblasten Hrodna voblast, i den västra delen av landet, 150 km väster om huvudstaden Horad Mіnsk. Dziatlava ligger 163 meter över havet och antalet invånare är 7 706.

## Natur och klimat
Terrängen runt Dziatlava är platt. Runt Dziatlava är det ganska glesbefolkat, med 23 invånare per kvadratkilometer.. Det finns inga andra samhällen i närheten.
Omgivningarna runt Dziatlava är en mosaik av jordbruksmark och naturlig växtlighet.